# 陈露
陈露（1976年11月24日—），中国吉林省长春人，女子单人花样滑冰运动员。她于1994年在第十七届冬季奥林匹克运动会中获得了中国第一枚（亚洲第二枚）花样滑冰冬奥会奖牌，于1995年在世界花样滑冰锦标赛中成为中国第一位（亚洲第三位）花样滑冰世界冠军，于1998年在第十八届冬奥会中获得了中国第二枚（亚洲第三枚）花样滑冰冬奥会奖牌，成为亚洲第一位连续两届冬奥会都获得奖牌的花样滑冰运动员。因在数场比赛和表演中演绎了《梁山伯与祝英台》的女主角为恋人殉情并蛻變成蝴蝶的爱情悲劇，陳露被觀眾與媒體暱稱為冰上蝴蝶。

## 业余运动员时期
陈露是1990年代获得奖牌最多的花样滑冰业余运动员之一，包括两枚冬奥会奖牌、四枚世锦赛奖牌和九次全国冠军。

### 崭露头角
在1990年代初，作为一名年轻的花样滑冰运动员，陈露就已展现了她的运动才华和艺术天赋。她能完成五种三周跳（后外点冰三周跳、后内三周跳、后外三周跳、后内点冰三周跳、勾手三周跳）和两周半跳，以及含有三周跳的联合跳跃。与同时期的世界顶尖选手包括克丽斯蒂·山口、伊藤绿、托尼亚·哈丁、Surya Bonaly和南茜·克里根相比，陈露常常能完成更多的跳跃。例如，在德国慕尼黑举办的1991年世界花样滑冰锦标赛自由滑阶段中，年仅14岁的她完成了七个三周跳（包括一个后外点冰三周跳接后外点冰三周跳的联合跳跃），比前五名都多。那时花样滑冰女子单人滑刚刚步入三周跳时代，因此年轻的陈露受到了广泛关注。当时的美国体育评论员，例如斯科特·汉密尔顿和桑德拉·白齐克都赞赏她的才能。
1991年秋天，她成为首位在美国参赛的中国花样滑冰运动员。在加州奥克兰举办的这届花样滑冰冠军系列赛（后更名为大奖赛）美国站中，她获得第四名，而一同参赛的克丽斯蒂·山口和托尼亚·哈丁是当年的世界冠亚军。
陈露在1992年世界青少年花样滑冰锦标赛中蝉联季军后，随即在第十六届冬季奥林匹克运动会中获得了第六名。在这届冬奥会中，她的跳跃才能得到了充分展现。例如，她是极少数尝试在联合跳跃中完成勾手三周跳的的选手之一。尽管她完成了这个复杂的联合跳跃，但由于在其它规定动作上出现问题，短节目阶段结束后仅列第十一名。随后的自由滑阶段里，她完成了六个三周跳，比前五名都多。她也是该届冬奥会前六名中唯一没有在跳跃环节摔倒的选手。

### 早期的成功
陈露在1992年冬奥会中的成功，表明她将在此后成为女子单人滑奖牌的有力竞争者。随后，陈露在1992年和1993年两届世锦赛中都获得了铜牌，这是中国运动员的第一枚和第二枚花样滑冰世锦赛奖牌。在1994年第十七届冬奥会中，她在日本作曲家久石让为动画大师宫崎骏制作的电影《风之谷》配乐伴奏下，完成了六个三周跳（其中一个后内点冰三周跳落冰后单手扶冰），并赢得该项目第三名，成为首位获得花样滑冰冬奥会奖牌的中国运动员。但她的这次成功并未立即受到广泛关注，因为当时新闻媒体的焦点，一是美国女子单人滑运动员南茜·克里根和托尼亚·哈丁之间的论战，二是如流星般昙花一现的该届冬奥会女子单人滑冠军、年仅16岁的乌克兰少女奥克萨娜·巴尤尔。
在1994年2月的第十七届冬奥会后，该届冬奥会女子单人滑冠亚军巴尤尔和南茜·克里根都不再参加业余比赛，于是该届冬奥会季军陈露成为同年3月世锦赛冠军的热门人选。然而，突然而来的骨折，令她在参加完世锦赛资格赛、即将参加短节目阶段比赛前的最后一刻被迫退出，并威胁着她的运动生涯。同年秋天，在名古屋举办的冠军系列赛（后更名为大奖赛）日本站中，陈露获得冠军，成功复出。

### 成为世界冠军
在1995年英国伯明翰举办的世锦赛中，陈露在电影《末代皇帝》的配乐下，成功完成五个三周跳（其中一个为勾手三周跳接后外点冰两周跳的联合跳跃）。她最终力压法国选手Surya Bonaly、美国选手Nicole Bobek和关颖珊、以及俄罗斯选手Olga Markova，成为中国第一位花样滑冰世界冠军。当时美国NBC电视台体育评论员和艺术编导桑德拉·白齐克在陈露自由滑节目开始时解说道：“在这套自由滑中，她（陈露）说她要在这个源于西方的体育运动里融入她的亚洲传统。”

### 达到技术和艺术的巅峰
在1995年世锦赛成为世界冠军后，陈露出现了状态下滑。1995-1996赛季，她的比赛成绩起伏不定，且受到了不断涌现出的更年轻的对手们的挑战，例如美国的关颖珊和俄罗斯的伊琳娜·斯卢茨卡娅。尽管她在1995年秋季的冠军系列赛（后更名为大奖赛）三个分站中获得冠亚军，但还是遇到了麻烦。例如，在法国站，她的短节目仅列第七，而自由滑却是第一。在日本站中，她在短节目阶段和自由滑阶段都克服了困难，获得第一。然而在冠军系列赛总决赛中，她短节目排名第一，却因在自由滑阶段出现一系列失误最终落到第四，而关颖珊和斯卢茨卡娅分获冠亚军，这成为她在该赛季的最低点。
在1996年世锦赛中，陈露没有任何明显失误，却输给了关颖珊而屈居第二。在自由滑阶段，她俩都因出色的表现分别获得了两个艺术分（Presentation）6.0分的满分，但关颖珊的技术分（Technical Merit）更高。自由滑阶段的9名裁判中，有6人认为关颖珊领先于陈露，另外3人则认为陈露领先于关颖珊，最终陈露卫冕世界冠军失败。有一种解释认为，关颖珊比陈露多做了一个后外点冰三周跳（难度最低的三周单跳），有更复杂的旋转，因此技术分更高。但也有不同的意见认为，陈露比关颖珊多做了一个两周半跳，且陈露的后内点冰三周跳接后外点冰两周跳的联合跳跃的难度比关颖珊的后外点冰三周跳接后外点冰两周跳的联合跳跃高些。又如，在自由滑的最后一分钟里（此时选手往往因为体力下降而不能很好的完成高难度的跳跃动作），陈露完成了三个三周跳和一个两周半跳，其中一个是难度很大的勾手三周跳；而关颖珊只安排了两个三周跳。但在步法的难度和整体的舒展程度，关颖珊又强于陈露。由于音乐题材和表演风格的迥异，两人的艺术分到底谁应该更高，更是见仁见智。
尽管陈露在1996年世锦赛只获得亚军，但她在短节目和自由滑中的精彩演绎却成为了经典。尤其是自由滑的那套《拉赫曼尼諾夫C小调第二钢琴协奏曲》第二乐章，被普遍认为是该世界名曲在花样滑冰中的最佳演绎版本之一，是陈露同时在技术和艺术上达到的个人巅峰。

### 跌入低谷
陈露在1996-1997赛季跌入低谷。一方面因为她有伤在身，另一方面她与多年的教练李明珠关系破裂。她退出了1996年秋季的比赛，一边养伤，一边为1997年世锦赛作准备。然而，由于技术水平下降、体重明显上升，她在1997年世锦赛短节目的技术环节出现了严重失误，仅位列第25名，失去了继续参加自由滑比赛的资格，也导致中国失去了直接参加次年于日本长野举办的第十八届冬奥会女子单人滑比赛的入场券。
1997年5月，刘洪云成为陈露的新教练，为争取参加次年的冬奥会作准备。此后的数月，她不仅要大幅减轻体重，克服伤病，还要提高自己的技术难度，因为涌现出来的美国的塔拉·利平斯基和俄罗斯的伊琳娜·斯卢茨卡娅等一批新星都能完成难度很高的技术动作。在同年第四季度举行的冬奥会落选赛中，陈露获得第一名，终于踏上了通往奥运会的末班车。
尽管勉强拿到了冬奥会的参赛资格，陈露此时的竞技状态早已大不如前。在1997年12月举办的大奖赛日本站，陈露仅获得第三名，未获得该赛季大奖赛总决赛的参赛资格。此时，很多媒体都把美国的关颖珊和塔拉·利平斯基、俄罗斯的玛丽亚·布特尔斯卡娅和伊琳娜·斯卢茨卡娅等人看作冬奥会奖牌的有力争夺者。

### 回归和告别
在1998年长野冬奥会中，陈露宣布她将在冬奥会后告别花样滑冰国际业余大赛。因此，她在长野冬奥会中的表现，有着特殊的双重含义：既表明了她已回来，又意味着她将再次离去。她的短节目音乐是《再会诺尼诺》（Adios Nonino），自由滑音乐是《梁祝小提琴协奏曲》。
尽管在短节目和自由滑中出现了一些问题，陈露依然能够与其他选手竞争一枚奖牌。在自由滑阶段，她的主要竞争对手是俄罗斯的玛丽亚·布特尔斯卡娅和伊琳娜·斯卢茨卡娅。这三人的表现都较好，但各有失误。现场的9名裁判给这三人的名次投票极为接近，意见明显不一致。在陈露和布特尔斯卡娅两人的自由滑名次投票上，5人认为陈露胜，4人认为布特尔斯卡娅胜（5:4）；陈露和斯卢茨卡娅两人的自由滑名次投票是6:3；而布特尔斯卡娅和斯卢茨卡娅两人的自由滑名次投票则是5:4。有趣的是，9名现场裁判的大多数认为自由滑阶段中，陈露拿不到第三名，也就得不到奖牌（对布特尔斯卡娅和斯卢茨卡娅也一样）。但他们把自由滑阶段第三名到第五名的投票按照不同的顺序分散到陈露、布特尔斯卡娅和斯卢茨卡娅三人，且布特尔斯卡娅和斯卢茨卡娅得到了相对更多的第四名和第五名投票，因此陈露最终获得自由滑阶段的第三名，从而再次拿到了冬奥会铜牌，并成为历史上第十位（亚洲第一位）蝉联两届冬奥会奖牌的女子单人滑运动员。
后来，陈露在长野冬奥会中的表现被看作花样滑冰历史上最了不起的回归之一（one of the great comebacks）。她在完成自由滑节目后，滑到自己的新教练面前，单膝跪冰鞠躬，以感谢在她最困难的时候对她的理解、支持和帮助。这个特殊的举动赢得了现场观众的掌声。

### 她的技术实力
陈露是1990年代最优秀的女子单人滑业余运动员之一，但她的技术实力并不是同时期最顶尖的。
跳跃
美国的塔拉·利平斯基在1998年冬奥会中出色的完成了后外三周跳接后外三周跳的联合跳跃（3 Loop + 3 Loop），以及后外点冰三周跳接后外半周跳再接后内三周跳的连续跳跃（3 Toeloop + 1/2 Loop + 3 Salchow + SEQ）这两种难度极高的跳跃动作。俄罗斯的伊琳娜·斯卢茨卡娅也多次在重大赛事中完成了三周跳接三周跳的联合跳跃。日本选手伊藤绿在1992年冬奥会中成功完成了三周半跳（3 Axel）；法国的Surya Bonaly更是在1992年冬奥会中尝试后外点冰四周跳（4 Toeloop），但未成功。
相比而言，陈露的跳跃难度并不高。尽管她早在1991年世锦赛中就完成了后外点冰三周跳接后外点冰三周跳的联合跳跃（3 Toeloop + 3 Toeloop），但在此后的世锦赛和冬奥会中，她没能完成其它类型的三周跳接三周跳的联合跳跃，或者没有编排这些联合跳跃。例如，陈露在做勾手三周跳接后外点冰跳的联合跳跃时，有时会根据勾手三周跳的落冰情况决定后面接的后外点冰跳是三周还是两周：如果勾手三周跳落冰较好就接后外点冰三周跳，从而成为勾手三周跳接后外点冰三周跳的联合跳跃（3 Lutz + 3 Toeloop）；如果勾手三周跳落冰一般就接后外点冰两周跳，从而成为勾手三周跳接后外点冰两周跳的联合跳跃。然而，她从未在世锦赛和冬奥会中成功完成勾手三周跳接后外点冰三周跳的联合跳跃。另外，陈露在她所参加国际业余大赛的最后一个跳跃是1998年冬奥会自由滑的结束跳——后外点冰三周跳接后外点冰三周跳的联合跳跃，但该联合跳跃的第二跳出现了明显的存周（即空中旋转的周数等于或超过两周半、但不足三周）。当时她的竞技状态远不如1994-1996赛季，因此她在自由滑即将结束时安排这样一个联合跳跃，冒了很大的风险。幸好这个联合跳跃除了第二跳存周外没有别的大问题。
尽管难度上不及同时期的最高水平，但陈露的跳跃动作很标准，反映出其基本功很扎实。例如，她很少出现“Flutz”这种变形的勾手跳。而同时期的某些运动员，如以技术难度著称的塔拉·利平斯基有时把勾手跳做成了“Flutz”，甚至连在1998年冬奥会夺冠的那套自由滑中也出现了这种动作变形。
旋转
不少欧美选手的旋转技术较为全面，因此她们的联合旋转兼顾了难度和美感。而陈露不擅长蹲转，她很少在短节目中采用这一姿势；另外她做联合旋转时经常出现旋转轴在冰面上的移位。这会影响她在联合旋转上的技术得分。
步法
相对美国选手关颖珊这一类能把步法同时做到复杂和美观的选手而言，陈露的步法比较简单，有时因为直线接续步和燕式接续步难度不高而影响技术得分。

### 她的艺术才华
1990年代有三位获得世锦赛金牌和冬奥会奖牌的女子单人滑运动员因出众的艺术才华被广泛认可。她们是乌克兰的奥克萨娜·巴尤尔（1993年世锦赛冠军、1994年冬奥会冠军）、中国的陈露（1995年世锦赛冠军、1994年和1998年冬奥会季军），以及美国的关颖珊（1996年和1998年世锦赛冠军、1998年冬奥会亚军）。陈露是这三人中年龄最大的，也是艺术风格最多样的。
在1990年代通行的6.0分评分体系里，如果某裁判给两位选手短节目的技术分和艺术分之和相等，则技术分高者名次靠前；如果某裁判给两位选手自由滑的技术分和艺术分之和相等，则艺术分高者名次靠前。尽管陈露的技术实力不是最强，由于自由滑比短节目更重要，她依靠艺术表现为自己争取到了一席之地。除了由身体摆出的各种姿势和恰当的面部表情，她还通过从手臂到指尖的灵活多变来表达音乐，进一步增加了自己的艺术魅力。这成为了她和同时代很多女子单人滑业余运动员的一个重要区别。
另外，陈露还有个人独创的动作造型（外部圖片），在联合旋转中出现。身体各部位的详细分解动作如下：在冰上旋转时，右腿向前右侧弯曲作半蹲状，同时抬起左腿并将脚踝放在右腿膝盖上；上身略向前弓；左臂举过头顶并与旋转轴呈约135度角，右臂与旋转轴呈约45度角，使两只手臂在一条直线上；仰头。该造型来自中国甘肃敦煌莫高窟壁画中的“飞天”人像。这个特殊的旋转造型是陈露的招牌动作，在她参加1991年世锦赛时就已出现。此后，她的很多著名节目中都包含了这个动作，如1995年世锦赛自由滑的第1分04秒，1996年世锦赛自由滑的第3分41秒，以及1998年冬奥会自由滑的第2分47秒。
陈露在艺术表现方面的分水岭是1994年。此前，尽管她的艺术分并不低，不少人还是把她当作“跳跃的豆子”（the Jumping Bean），这或许是因为那个时候能够在各大国际赛事中出色完成多个三周跳的女运动员并不多见。直到1994年以后，她独具特色的艺术才华逐渐被广泛认可。
1994年后，陈露在短节目和自由滑的音乐风格明显改变，1994-1995赛季自由滑、1995-1996赛季短节目和1997-1998赛季自由滑的音乐都有显著的东亚风情。这三个赛季中，她的短节目和自由滑音乐如果一个有西方风格，另一个必定有东方特色。显示出她试图在发源于西方的花样滑冰运动中结合自己的亚洲背景，融入一些从前很少出现的新元素——同时将面对这样的风险，即西方裁判和观众也许无法很好的理解东方文化，从而可能会影响她的艺术得分。
然而，她成功了。在1995年世锦赛中，她的自由滑选曲是电影《末代皇帝》（The Last Emperor）的配乐。在这套自由滑中，她有一段长达1分11秒的冰上舞蹈（背景音乐是电影《末代皇帝》的主题曲），在场的观众忍不住附和着音乐为她打拍子。尽管她的自由滑节目只有五个三周跳，数量上不如其他几位竞争者，但裁判们认可了她所表现出来的浓郁的东方风情，给出了4个5.9分和5个5.8分的全场最高的艺术分。于是，这套华丽绚烂的自由滑不仅让年仅18岁的陈露成为当年的世界冠军和中国第一位（亚洲第三位）获得该荣誉的运动员，也成为她整个运动员生涯中最著名的节目之一。
1995年世锦赛的巨大成功令她倍受鼓舞，给她更多的信心来尝试不同的音乐风格。1996年世锦赛短节目，陈露选择的音乐是《望春風》（Spring Breeze），一首具有古典音乐风格的台湾民谣（鄧雨賢作曲，五声调式），这是世锦赛中首次出现有台湾文化背景的音乐。在这套短节目中，她通过不断变幻手臂和身体的各种姿势充分展示了歌曲的意境。她的精彩演绎得到了在场观众的热烈掌声，以及裁判打出的2个5.9分和5个5.8分的艺术分。这是她在冬奥会和世锦赛中成绩最好的短节目。她的自由滑音乐是世界钢琴名曲——《拉赫曼尼諾夫C小调第二钢琴协奏曲》第二乐章（Rachmaninoff's Piano Concerto No. 2 in C minor, second movement），历史上已经被其他花样滑冰选手通过多种方式演绎过。她只有更深入的领悟、更专注的表演，才能超越之前其他选手演绎的版本。结束后，观众的掌声和赞叹声一直持续到裁判公布她的得分。9名裁判的艺术分中，有4人给了5.8分，3人给了5.9分，2人更是给了6.0分的满分——这是自女子单人滑全面进入三周跳时代后第二次在奥运会或世锦赛中出现极为罕见的艺术分满分，因此不少现场的观众起立为她鼓掌欢呼。这套自由滑成为了她最知名的节目，是花样滑冰历史上的经典之作。
1997年世锦赛，陈露的短节目音乐是《Take Five》，著名爵士乐，又换了一种新的风格。然而，技术环节的严重失误几乎毁了这套节目。陈露因此跌到了业余运动员生涯的最低点。
1998年冬奥会，她的短节目音乐是探戈名曲——《再会诺尼诺》（Adios Nonino）。这套短节目中，她再一次突破了个人以往的艺术风格，将一位探戈女郎的性感妩媚演绎得惟妙惟肖。因此，这套短节目成为她风格最为特别的节目。她的自由滑音乐来自华人地区家喻户晓的爱情悲剧——《梁山伯與祝英台》（Butterfly Lovers）。这是她的最后一场国际业余大赛，和历史上很多富有艺术才华的花样滑冰选手一样，此时的她早已全身心的融入到音乐中去。伴随着音乐的跌宕起伏，她将女主角祝英台的快乐、悲伤、抗争和憧憬表现的淋漓尽致，更像是在演绎自己作为业余运动员的人生。当音乐停止后，百感交集的她无法抑制住自己的情绪，激动得泪流满面，久久的跪倒在冰面上。这套自由滑节目是她艺术表现最强烈的一次。尽管现场的9名裁判全都来自西方，但他们认可了她的倾情演绎，给出了8个5.8分和1个5.7分的全场第三高的艺术分。此后，陈露告别了影响她一生的花样滑冰国际业余大赛。
因为陈露在冰上精彩演绎了《梁祝》女主角祝英台为恋人殉情并蛻變成蝴蝶的經典悲劇，觀眾與媒體送给她「冰上蝴蝶」的雅號。迄今，冰上蝴蝶仍為滑冰界耳熟能詳的知名運動員。

### 亮点
奥林匹克运动会
- 首位获得两届奥林匹克运动会花样滑冰比赛奖牌的亚洲女子单人滑运动员（1994年铜牌、1998年铜牌）。
- 首位获得奥林匹克运动会花样滑冰比赛奖牌的中国运动员（1994年铜牌）。

世界花样滑冰锦标赛
- 获得世界花样滑冰锦标赛奖牌最多的亚洲女子单人滑运动员（1992年铜牌、1993年铜牌、1995年金牌、1996年银牌）。
- 首位获得世界花样滑冰锦标赛奖牌的中国运动员（1992年铜牌）。
- 首位获得世界花样滑冰锦标赛金牌的中国运动员（1995年金牌）。

其他
- 首位在世界花样滑冰重大比赛中获得艺术分满分的亚洲运动员（1996年世锦赛自由滑获得两个艺术分满分）。
- 首位在世界花样滑冰重大比赛中获得满分的的中国运动员（1996年世锦赛自由滑获得两个艺术分满分）。
- 首位在世界花样滑冰重大比赛中成功完成勾手三周跳的中国女子运动员。
- 首位在世界花样滑冰重大比赛中成功完成后内点冰三周跳的中国女子运动员。
- 首位在世界花样滑冰重大比赛中成功完成后外三周跳的中国女子运动员。
- 首位在世界花样滑冰重大比赛中成功完成三周跳接三周跳的联合跳跃的中国女子运动员。

## 职业运动员时期和退役后

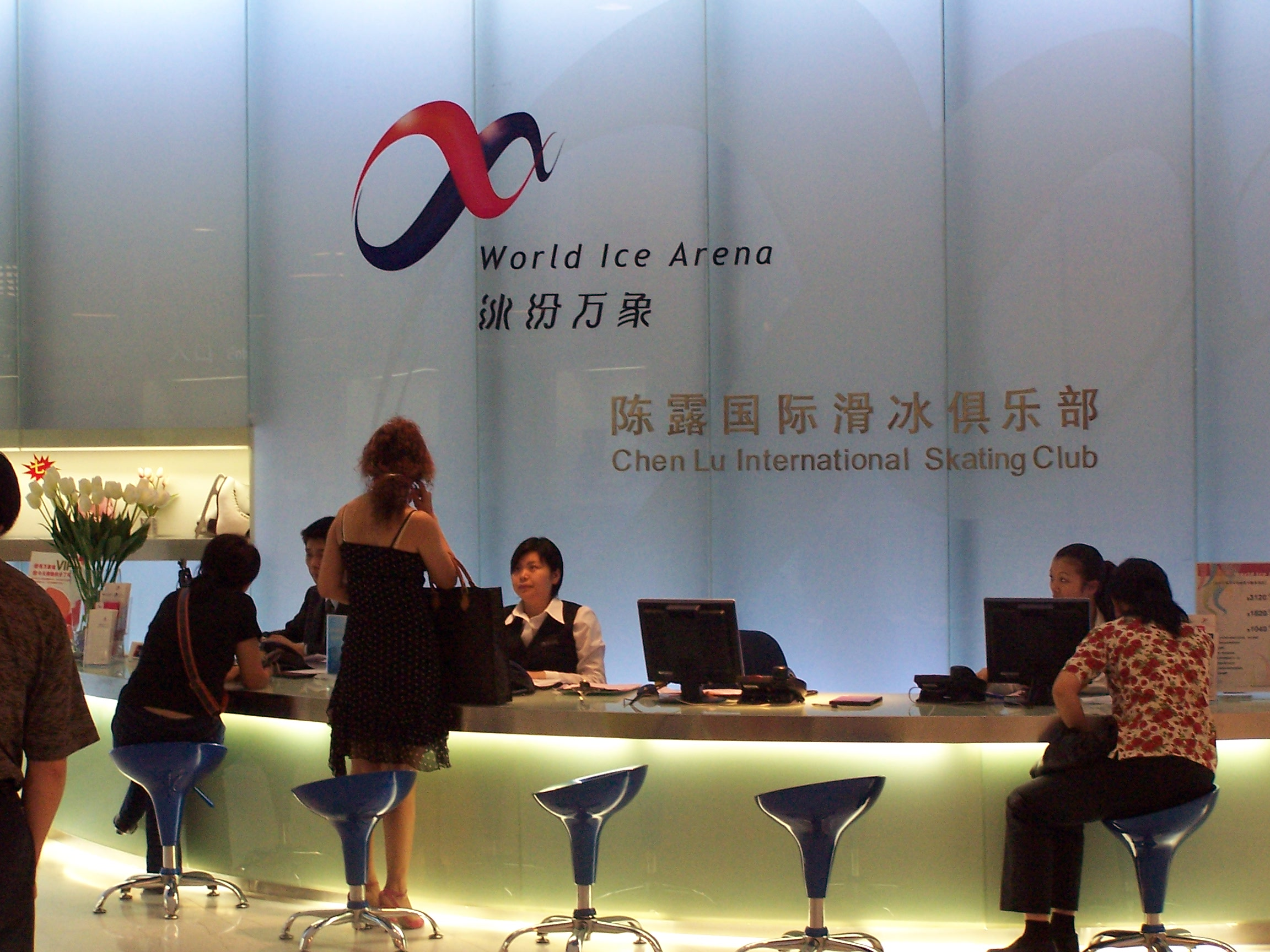
位于深圳万象城的陈露国际滑冰俱乐部

退出业余比赛后，陈露去美国加入了Stars on Ice世界花样滑冰明星表演团，并在那里认识了丹尼斯·佩特诺夫，一位俄罗斯籍花样滑冰运动员，1992年冬奥会花样滑冰双人滑项目银牌获得者。
2005年7月，她嫁给了丹尼斯·佩特诺夫，婚礼在中国深圳举办。2006年6月27日，她的儿子尼基塔（Nikita）在深圳出生。2009年7月8日，女儿Anastasia在深圳出生。
目前，陈露是中国深圳一家以她名字命名的国际滑冰俱乐部的冰场总监和滑冰教练，她也给花样滑冰运动员编舞。她说她喜欢这份工作，并希望将来能为中国训练出更多的花样滑冰运动员。
2006年1月17日，陈露以明星火炬手的身分在意大利威尼斯参加了2006年都灵冬奥会圣火传递的活动。
2007年2月1日，陈露在其家乡中国长春举办的第六届亚洲冬季运动会的开幕式上演绎了《梁山伯与祝英台》（Butterfly Lovers），这是她自2002年后的首次表演。在该届运动会上，陈露担任花样滑冰项目的特约评论员。

## 参赛历史
业余运动员时期：
| 赛事/年份                          | 1990   | 1991   | 1992   | 1993   | 1994   | 1995   | 1996   | 1997   | 1998   | 2001   |
| 奥林匹克运动会花样滑冰比赛         | -      | -      | 第六名 | -      | 第三名 | -      | -      | -      | 第三名 | -      |
| 世界花样滑冰锦标赛                 | -      | 第12名 | 第三名 | 第三名 | 退出   | 第一名 | 第二名 | 第25名 | -      | -      |
| 世界青少年花样滑冰锦标赛           | -      | 第三名 | 第三名 | -      | -      | -      | -      | -      | -      | -      |
| 国际滑冰联盟花样滑冰大奖赛美国站   | -      | 第四名 | 第三名 | -      | -      | 第二名 | 退出   | -      | -      | -      |
| 国际滑冰联盟花样滑冰大奖赛加拿大站 | -      | -      | -      | 第一名 | -      | -      | -      | -      | -      | -      |
| 国际滑冰联盟花样滑冰大奖赛法国站   | -      | -      | -      | -      | -      | 第二名 | 退出   | 第四名 | -      | -      |
| 国际滑冰联盟花样滑冰大奖赛日本站   | -      | 第三名 | -      | -      | 第一名 | 第一名 | -      | 第三名 | -      | -      |
| 国际滑冰联盟花样滑冰大奖赛总决赛   | -      | -      | -      | -      | -      | 第四名 | -      | -      | -      | -      |
| 亚洲冬季运动会                     | -      | -      | -      | -      | -      | -      | 第一名 | -      | -      | -      |
| 中國錦標賽                         | 第一名 | 第一名 | 第一名 | 第一名 | 第一名 | 第一名 | 第一名 | 第一名 | 第一名 | -      |
| 中华人民共和国全国运动会           | -      | -      | -      | -      | -      | -      | -      | -      | -      | 第一名 |
| 卡爾．夏菲紀念賽                   | -      | -      | -      | -      | -      | -      | -      | 第一名 | -      | -      |
| 皮魯埃騰盃                         | -      | -      | -      | -      | 第三名 | -      | -      | -      | -      | -      |

职业运动员时期：

## 琐事
- 陈露的母亲崔燕是乒乓球运动员，父亲陈喜勤是冰球教练。陈家有三个女儿，陈露排行老三。
- 陈露的英文名字是Lu Chen，一些西方媒体和观众喜欢称她“Lulu”。
- 陈露身高163cm，在花样滑冰女子单人滑运动员中属于身材较高的一类。高个子的女运动员因重心偏高，相对不利于完成高难度的跳跃动作；但完成同等难度的跳跃动作，却比矮个子的女运动员更富观赏性。这与女子体操运动极为相似。
- 正如人有惯用右手和惯用左手之分一样，花样滑冰运动员根据个人完成跳跃动作的习惯也分为逆时针旋转和顺时针旋转两种类型。陈露与大多数花样滑冰运动员相同，是采用逆时针旋转完成跳跃动作。
- 陈露在短节目和自由滑的第一个跳跃动作，常常是勾手三周跳，或者是含有勾手三周跳的联合跳跃。
- 除了1996年和1997年世锦赛，陈露参加的所有世锦赛和冬奥会中，每次短节目的成绩都不如自由滑的成绩，即她往往在自由滑阶段追赶和超越短节目阶段排在她前面的若干选手。
- 陈露在1995年世锦赛自由滑中所穿的红色服饰，是由她的艺术编导托勒·克兰斯顿设计的。

## 综艺节目
- 2008年《舞动奇迹》第二季